# کاربید اورانیوم
کاربید اورانیوم (به انگلیسی: Uranium carbide) با فرمول شیمیایی UC یک ترکیب شیمیایی است. که جرم مولی آن 250.04 g/mol می‌باشد. 